# Ingrid Rasch (författare)
Ingrid Rasch, född 14 juli 1943 i Helsingborg, är en svensk folkbildare, kulturproducent och författare.

## Biografi
Ingrid Rasch har en fil.kand. i litteraturhistoria från Lunds universitet. 1972–1993 var hon lärare
på Marieborgs folkhögskola och 1994–1999 rektor på Skeppsholmens folkhögskola i Stockholm.
Åren 2002–2017 var hon producent för Tredje rummet i Malmö, ett öppet forum för gränsöverskridande samtal om vår tid och framtid. Inom ramen för den internationellt verksamma kulturföreningen
Citizens without Boundaries arrangerade hon 2004–2008 liknande samtal i Belgrad, Novi Sad, Istanbul och Diyarbakir.
Under 1980-talet var hon aktiv som föreläsare, skribent och debattör i antikärnvapenrörelsen och representerade hösten 1988 Sveriges fredsråd i den svenska FN-delegationen i New York.

## Utmärkelser
2014 års Oscarspris i svensk folkbildning ”för sitt målmedvetna och uthålliga arbete med att i gränsöverskridande kulturmöten skapa demokratiska dialoger kring samtids- och framtidsfrågor av stor angelägenhet för både individ och samhälle.”

## Artiklar i urval
- Ingrid Rasch: ”Du har inte en chans - ta den!”, i antologin Vändpunktens tid - fredsperspektiv vid 1980-talets mitt, red. Göran Folin, Akademilitteratur 1985.
- Ingrid Rasch: Åren som förändrade mitt liv, i antologin Bladen vänder vinden, red. Lindström/ Stenberg, Gidlunds bokförlag 1989.
- Ingrid Rasch: Europaunionen - en militär supermakt i vardande, i antologin Tredje världen och den europeiska integrationen, red. Lagergren/Sundberg, Carlssons 1994.
- Ingrid Rasch: Folkbildning och Europa - hur stärker vi demokratin? i antologin Texter kring Folkhögskolans vägval 9, red. Irma Carlsson, Vuxenutbildarcentrum, Linköpings universitet 1996.
- Ingrid Rasch: Kunskap för ett nytt samhälle? i Årsbok om folkbildning, Forskning och utveckling 1998. Föreningen för folkbildningsforskning 1998.